# Геблер, Хуго
Хуго Геблер (нем. Hugo Gaebler, 21 августа 1868, Тарновиц — 7 марта 1947) — немецкий археолог, нумизмат, специалист по классической филологии.

## Биография
В 1889—1899 годах работал в Берлинском мюнцкабинете. В 1892 году получил задание подготовить описание монет Македонии и Пеонии. Это описание составило содержание 3-го тома изданного в 1898—1935 годах Прусской академией наук труда «Die antiken Munzen Nordgriechenlands».
Более 50 лет посвятил изучению монетной системы Македонии. Публиковал свои работы в журнале «Zeitschrift fur Numismatik» (Berlin, 1874—1935). Совместно с Гансом Фритце издавал журнал «Nomisma. Untersuchungen auf dem Gebiet der antiken Münzkunde» (Berlin, 1907—1923).